# Valley Bend (Virginia Occidental)
Valley Bend es un lugar designado por el censo ubicado en el condado de Randolph en el estado estadounidense de Virginia Occidental. En el Censo de 2010 tenía una población de 485 habitantes y una densidad poblacional de 133 personas por km².

## Geografía
Valley Bend se encuentra ubicado en las coordenadas 38°46′10″N 79°55′41″O / 38.76944, -79.92806. Según la Oficina del Censo de los Estados Unidos, Valley Bend tiene una superficie total de 3.65 km², de la cual 3.65 km² corresponden a tierra firme y (0%) 0 km² es agua.

## Demografía
Según el censo de 2010, había 485 personas residiendo en Valley Bend. La densidad de población era de 133 hab./km². De los 485 habitantes, Valley Bend estaba compuesto por el 99.59% blancos, el 0% eran afroamericanos, el 0.21% eran amerindios, el 0% eran asiáticos, el 0% eran isleños del Pacífico, el 0% eran de otras razas y el 0.21% pertenecían a dos o más razas. Del total de la población el 0.21% eran hispanos o latinos de cualquier raza.